# Befehl des Gewissens
Befehl des Gewissens ist ein US-amerikanisches Filmdrama aus dem Jahre 1947 von John Ford mit Henry Fonda in der Hauptrolle. Die Handlung basiert auf dem Roman Die Kraft und die Herrlichkeit (1940) von Graham Greene.

## Handlung
Der Ort: In einem fiktiven lateinamerikanischen Land, in dem revolutionäre Umtriebe eine massiv antiklerikale sowie antikatholische Stimmung hervorgerufen haben und die Regierungsmacht kirchliche Würdenträger massiv verfolgt. Die Lage: Jede Kirchenaktivität ist verboten worden. Angesichts dieser Gemengelage sieht sich ein namenloser Priester in einer ihm aussichtslos erscheinenden Situation und befindet sich, wie viele seiner Glaubensbrüder, auf der Flucht, nachdem er sich über das Verbot hinweggesetzt hat. Eines Tages kommt ein berüchtigter Ganove namens „El Gringo“ in die Stadt. Der Name täuscht, er ist kein mexikanischer Bandido, in Wahrheit ist „El Gringo“ ein US-amerikanischer Großstadtgangster, der sich hier versteckt hält.
Er und eine Indianerin tun sich zusammen, um dem Priester bei seiner Flucht zu helfen. In Sicherheit, wird dem flüchtigen Priester von einem hinterhältigen Polizeispitzel eingeflüstert, dass er in seine Heimatstadt heimkehren sollte, da sein Helfer „El Gringo“ im Sterben liege und von ihm die Sterbesakramente erhalten wolle. Erwartungsgemäß nehmen die Staatskräfte ihn bei seiner Rückkehr in Gewahrsam, und der Priester wird zum Tode verurteilt. Als gläubiger Christ vergibt er dem Polizeispitzel, der ihn an seine Henker ausgeliefert hat. Die Hinrichtung führt angesichts der bellenden Schüsse des Exekutionskommandos zu einer eindeutigen Trauerbekundung der Dorfbewohner. Erst jetzt wird der Staatsmacht klar, dass sie das Feuer der Religion niemals austreten können, solange sie tief in den Herzen der Menschen verwurzelt ist. Und ein Nachfolger des füsilierten Priesters ist bereits eingetroffen…

## Produktionsnotizen
Befehl des Gewissens wurde in der ersten Jahreshälfte 1947 in Mexiko gedreht und am 3. November 1947 uraufgeführt. In Mexiko konnte man den Film ab dem 27. März 1948 sehen. In Deutschland lief der Streifen am 16. Juni 1950 an und wurde am 1. Oktober 1962 erstmals im Fernsehen (ARD) gezeigt.
Die Produktionskosten beliefen sich auf etwa 1,5 Millionen Dollar.
Der berühmte mexikanische Regisseur, Drehbuchautor und Schauspieler Emilio Fernández hatte die Produktionsleitung vor Ort. Dolores del Río und Pedro Armendáriz, Mexikos zu dieser Zeit berühmteste Filmschauspieler, die in den 1940er Jahren mehrfach in ihrer mexikanischen Heimat unter der Regie von Fernández gedreht hatten, darunter beider größter heimischer Filmerfolg Maria Candelaria (1943), traten hier erneut gemeinsam vor die Kamera und diesmal erstmals in einer amerikanischen Produktion.
Die Bauten wurden von Al Ybarra gestaltet. 1950er-Jahre-Star Mel Ferrer, der bereits zuvor sich als Regisseur versucht hatte, gab hier mit einer winzigen Rolle sein Schauspieldebüt vor der Kamera und assistierte überdies Regisseur Ford. Jesse Hibbs war Regieassistent beim zweiten Team. Der mexikanische Schauspieler Rodolfo Acosta, der seit 1952 regelmäßig in Hollywood arbeiten sollte, gab hier sein englischsprachiges Debüt.
Bei den Internationalen Filmfestspielen von Venedig wurde John Ford 1948 mit dem internationalen Preis ausgezeichnet.

## Kritiken
„Das Drehbuch, zubereitet von Dudley Nichols nach einem Roman von Graham Greene, ist eine fachmännische Blaupause für Action … Alle Auftritte sind hervorragend, von der qualvollen Anstrengung von Henry Fonda als der Priester bis zu Ward Bond gefühllosen Arroganz als ein amerikanischer Gangster auf der Flucht. Dolores Del Río ist ein warmer Schimmer von Hingabe als indianische Magdalene und Pedro Armendáriz brennt mit kochender Leidenschaft als Chef der Militärpolizei. Die Musik von Richard Hageman ist ein Tönen eloquenter Klänge.“

„Eine saubere, aber stellenweise pathetische Inszenierung John Fords. Der Film erreicht nicht das Niveau seiner ‚Western‘, galt aber zur Zeit seiner Entstehung als beispielhafter religiöser Film.“

„Grüblerisches Drama (…) Hervorragend fotografiert von Gabriel Figueroa.“

„Fords Versuch, einen mexikanischen Der Verräter herzustellen, ist ziemlich langsam und langweilig, aber die Bilder sind nett anzusehen, obwohl der Originalroman komplett entmannt wurde.“

„Motiviert durch den Roman ‚Die Kraft und die Herrlichkeit‘ von Graham Greene, drehte Ford einen Film mit Passion und Pathos in suggestiven Schwarz-weiß-Bildern, der wohl die ethische Gesinnung, nicht aber den künstlerischen und spirituellen Rang der Vorlage erreicht.“